# 马尔卡里亚
马尔卡里亚（義大利語：Marcaria），是意大利曼托瓦省的一个市镇。总面积89平方公里，人口7070人，人口密度79.4人/平方公里（2009年）。国家统计（ISTAT）代码为020031。